# Petrus Klausener

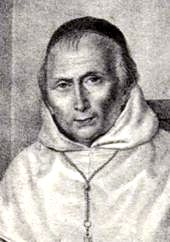
Petrus Klausener

Petrus Klausener SOCist (frz.: Pierre Klausener; * 25. Dezember 1782 in Burtscheid; † 28. Juni 1850 auf der Abtei Oelenberg im Elsass) war ein deutscher Trappistenmönch, auch als Zisterzienser der strengeren Observanz bezeichnet, und erster Abt der Abtei Oelenberg. Alle deutschsprachigen Männerklöster der Trappisten mit Ausnahme des Vorgängerklosters Darfeld sind bzw. waren auf Oelenberg zurückzuführen, weswegen Klausener auch als Vater der deutschen Trappisten gilt.

## Leben und Wirken
Abstammend aus der streng katholischen Familie Klausener, deren Angehörige sich vor allem als Architekten in Burtscheit und im benachbarten Belgien einen großen Bekanntheitsgrad erworben hatten, trat der Sohn des Architekten Franz Adolf Klausener (1739–1789) und der Maria Christina Kühl am 14. September 1802 als Novize in das Trappistenkloster Kleinburlo bei Darfeld in der Gemeinde Rosendahl im Kreis Coesfeld ein. Drei Jahre später, am 9. April 1805, legte Klausener das Ordensgelübde ab und empfing im Jahr darauf, am 20. September 1806 im St.-Paulus-Dom zu Münster die Priesterweihe.
Die folgenden Jahre gestalteten sich für Klausener und die Trappistenmönche und -Nonnen äußerst schwierig. Seit der Französischen Revolution von 1789, in Folge dieser die Trappistenmönche aus Frankreich geflohen waren und nach einer langen Odyssee im Jahr 1800 in Rosendahl Zuflucht gefunden hatten – die Nonnen in Rosendahl und die Mönche seit 1804 im benachbarten Kloster Kleinburlo – wurden sie durch das Edikt vom 24. Juli 1811 erneut massiv benachteiligt. Dieses Edikt besagte, dass alle Trappistenklöster im gesamten Einflussgebiet Napoleons aufgehoben werden und das Vermögen  der Mönchen und Nonnen eingezogen werden sollte. Bis auf wenige Ausnahmen mussten diese sich daraufhin in ihre jeweiligen Heimatgemeinden begeben. Nach dem Zusammenbruch der französischen Herrschaft ab 1814 kehrten sie wieder nach Darfeld zurück.
Anschließend belegte aber auch die neue preußische Regierung das Kloster mit derart hohen Auflagen, so dass sich ein reguläres Ordensleben nur äußerst schwierig gestalten ließ. Aus diesem Grund bemühte sich der amtierende Abt, Eugène La Prade, ab 1815  um die Rückkehr der Konvente nach Frankreich. Nach dessen Tod am 16. Juni 1816 wurde Petrus Klausener im Jahr 1817 durch Papst Pius VII. zum Prior des Doppelklosters Darfeld bestellt, da auf Grund der politischen Verhältnisse keine ordnungsgemäße Abtwahl möglich war. Klausener oblag es nun, die weiteren Abwanderungsmühungen zu koordinieren.
Nachdem bereits 1815 ein Teil des Männerkonvents unter Führung des Donatenmeisters Bernard de Girmont nach Entrammes im Kanton Laval-Est übergesiedelt worden war und dort am 21. Februar 1815 das Kloster Port-du-Salut gegründet hatten, verstärkte auch Klausener seine Suche für die Darfelder Ordensleute außerhalb des preußischen Einflussbereiches. Schließlich bot sich das Elsass an, wo ebenfalls deutsch gesprochen wurde und der französische König selbst gerade den Trappisten die Erlaubnis zur Rückkehr erteilt hatte. Erst Ende 1824 wurde in Oelenberg in der Gemeinde Reiningue in der Nähe von Mülhausen im französischen Département Haut-Rhin mit dem ehemaligen Kloster der Augustiner-Chorherren ein geeignetes Objekt gefunden, welches ausreichend Platz für die noch in Darfeld verbliebenen Nonnen und Mönche bot. Im September 1825 zogen schließlich die letzten 62 Darfelder Trappisten (34 Nonnen und 28 Mönche) unter ihrem Prior Klausener in das neue Kloster Oelenberg ein, welches am 3. Juli 1827 die päpstliche Bestätigung erhielt. Die Klosteranlage auf dem Rosenthal wurde daraufhin im gleichen Jahr abgerissen.
Nach nur knapp vier Jahren des geregelten Klosterlebens wurden die Ordensleute infolge der französischen Julirevolution von 1830 erneut vertrieben. Zusammen mit der aus Heinsberg stammenden Oberin des Schwesternhauses, Stanislaus (Maria Anna) Schey (1777–1848) und mehreren anderen Nonnen und Mönchen flüchtete Klausener zunächst in das ehemalige Kloster Beinwil im Schweizer Kanton Solothurn und wenige Monate später nach Laufen, damals noch zum Kanton Bern gehörend. Nachdem sich die Lage in Frankreich allmählich wieder beruhigt hatte, kehrten die Ordensleute wieder in ihr Kloster Oelenberg zurück, welches schließlich 1831 zur Abtei erhoben wurde.
Daraufhin wurde Petrus Klausener am 10. Februar 1832 offiziell zum Abt gewählt und empfing am 12. August 1832 in Freiburg im Uechtland im Schweizer Kanton Freiburg von Bischof Pierre Tobie Yenni die Benediktion. Klausener starb nach langer Krankheit am 28. Juni 1850.
Ihm zu Ehren wurde in Rosendahl eine Straße nach Petrus Klausener benannt.